# جريدة القبلة
جريدة القبلة، كانت الجريدة الرسمية لمملكة الحجاز الهاشمية، صدرت من مكة المكرمة في 15 شوال 1334هـ الموافق 15 أغسطس 1916م وحتى 1924، وكانت تصدر أسبوعيًّا يومي الاثنين والخميس. وكانت تطبع في المطبعة الحكومية الهاشمية الأميرية الواقعة في أجياد بمكة المكرمة وكان الشيخ محب الدين الخطيب أول مسؤول لها ثم خلفه حسين الصبان. وكان الشريف حسين يشارك في تدبيج مقالات سياسية وأدبية ويوقعها باسم مستعار، وغالبا ما يكون ابن جلا. وعرف أيضا، بأن الملك حسين نفسه كان يهتم اهتماما كبيرا بما ينشر في القبلة ويشرف على تحريرها إشرافا كاملا، فلا تصدر الجريدة الابعد عرضها عليه قبل طبعها وكان يحرر أو يملي كثيرا من الأخبار والتعليقات السياسية وكان يحذف بعض المواد ويعيد تحريرها بنفسه، وكانت حجم ورقها هو القطع الكبيرة.
كان شعار الجريدة، هي الآية القرآنية: ﴿وَمَا جَعَلْنَا الْقِبْلَةَ الَّتِي كُنْتَ عَلَيْهَا إِلَّا لِنَعْلَمَ مَنْ يَتَّبِعُ الرَّسُولَ مِمَّنْ يَنْقَلِبُ عَلَى عَقِبَيْهِ﴾.

## التاريخ والملف الشخصي
نُشرت القبلة لأول مرة في 15 آب 1916، بعد خمسة أسابيع من حصول الشريف حسين على مكة. كان مؤسسو الصحيفة هما محب الدين الخطيب وفؤاد الخطيب. وقد كلفهم البريطانيون بضرورة إصدار صحيفة إعلامية تخاطب كل القراء للغة العربية. وقد صدرت عن مطبعة الولاية بمكة المكرمة  بشكل نصف أسبوعي. وكان محب الدين الخطيب أيضًا رئيس تحريرها المؤسس. كما شغل هذا المنصب طيب الساسي أيضًا.
وبعد فترة وجيزة من بدايتها، أصبح الشريف حسين ملكًا للحجاز، وغُطي حفل التتويج الذي أقيم في تشرين الأول 1916 بالكامل في القبلة. وتضمنت الصحيفة أخبارًا دولية مستندة إلى البيانات الرسمية الصادرة من القاهرة، والأخبار المحلية، وكتابات كبار الكتاب العرب حول الفضائل الأخلاقية والاجتماعية. كما نشرت تقارير من الصحف والمجلات الأوروبية والأجنبية الأخرى. وقد ساعد العملاء البريطانيون في المنطقة في توزيع الصحيفة.
بعد استيلاء عبد العزيز بن عبد الرحمن آل سعود على الحجاز مؤسس المملكة العربية السعودية، اُستبدلَت صحيفة القبلة بجريدة أم القرى. توقفت جريدة القبلة عن الصدور بعد صدور العدد الأخير منها في أيلول 1924. وقد أصدرت ما مجموعه 852 إصدارًا خلال فترة حياتها.

## المساهمون والموقف السياسي
كان الشريف حسين مهتمًا بشكل وثيق بتصميم الصحيفة واللغة المستخدمة في الأخبار. كما نشر عدة مقالات في الصحيفة والتي كانت مدعومة من السلطات البريطانية. منذ عام 1919 ظهر اسمه رئيس تحرير للصحيفة في الصفحة الأولى. كان معظم المساهمين في القبلة من المنفيين السوريين المقيمين في مصر.
كانت القبلة ذات أيديولوجية قومية عربية وإسلامية. وكان هدف الصحيفة هو تعزيز الوعي لدى العرب والمسلمين حول تهديدات الوهابية ضد الإسلام. كما عارضت القبلة أيضًا لجنة الاتحاد والترقي والتحالف العسكري للإمبراطورية العثمانية مع القوى المركزية في الحرب العالمية الأولى. بالإضافة إلى ذلك، استخدم الشريف حسين النشر لتبرير ثورته ضد الإمبراطورية العثمانية. واستمر اهتمام الصحيفة بالدولة العثمانية من خلال نشر العديد من المقالات التي تنتقد التطورات في البلاد. ونشرت أيضًا مقالاً تزعم فيه أن الخلافة يجب أن تكون للعرب عندما أعرب السلطان العثماني الأخير محمد السادس عن نيته في تولي هذا الدور.
وبعد صدور وعد بلفور في تشرين الثاني 1917 نشر الشريف حسين عددًا من المقالات في صحيفة القبلة دعا فيها إلى التعاون مع اليهود الصهاينة وطلب من العرب تجنب الصراعات مع البريطانيين لأنهم سيساعدونهم في تحقيق الاستقلال. وقد أشادت الصحيفة مرارًا بحكم الشريف حسين التي كانت دائمًا تقارنه بمحمد علي باشا حاكم مصر بين عامي 1805 و1848، حيث إن حكم محمد علي باشا بنى دولة مؤسسات متطورة.

## إصدارات الجريدة
صدر العدد الأول من الصحيفة دون أن يُذكر فيه اسم المدير المسؤول، وبقي السيد محب الدين الخطيب مديراً مسؤولاً إلى العدد 419 الصادر يوم الاثنين 14 محرم 1339هـ/ الموافق 27 سبتمبر 1920م، ومن العدد 420 الصادر يوم الخميس 17 محرم 1339هـ/ الموافق 30 سبتمبر 1920م عين حسين الصبان مديراً مسؤولاً للصحيفة، وبقي الصبان مسؤولاً عن إدارة الجريدة إلى العدد 823 من السنة التاسعة الصادر يوم 25 صفر 1343هـ/الموافق 25 سبتمبر 1920هـ عُين الصبان مديراً مسؤولاً، وكان إسلوبها في التحرير يتصف بالأسلوب الصحفي والأدبي، ولم تكن تحفل بالاخراج أو نشر الصور أو العناوين البراقة وكثيراً ما تنشر عن اخبار الحرب العالمية الأولى أما الأخبار المحلية فتتطرق لأخبار الحرب والبلاغات الرسمية، والبلاغات الحكومية والترقيات في الجيش والوظائف الحكومية. ، وكانت تصدر مرتين في الأسبوع، وبالرغم من اسم الجريدة يحمل صبغة دينية إلا صرحت بأنها:«جريدة دينية سياسية اجتماعية تصدر لخدمة الإسلام والعرب»، وقد اتخذت من الآية الكريمة «وما جعلنا القبلة التي كنت عليها إلا لنعلم من يتبع الرسول ممن ينقلب على عقبيه» شعاراً لها.

## عبارات الجريدة
كان مكتوباً على الصفحة الأولى من الصحيفة العبارات التالية:
- «الرسائل ترسل خالصة الأجر باسم مدير الجريدة المسؤول».
- «قيمة الاشتراك ريال مجيدي ونصف في الحجاز وعشر فرنكات في سائر الاقطار، وثمن النسخة ربع قرش»
- " الإعلانات يتفق عليها مع إدارة الجريدة، العنوان التلغرافي (القبلة)
- كُتب تحت اسم الجريدة (جريدة دينية سياسية اجتماعية).[26]

ويقول خير الدين الزركلي (أن الحسين نفسه قد كتب مقالات كثيرة يعرفها قراؤه بأسلوب كتابته الذي لايتغير ولايتبدل). ويقول الشيخ محمد نصيف (كذلك أن الحسين كان يحرر بعض افتتاحيات القبلة ولاسيما تلك التي تتعلق بالقضايا السياسية العامة وأن القاري يستطيع معرفة أسلوبه بما يتسم به من اكثار في استخدام مثل هذه العبارات: حساسيات وكماليات ومعنويات).

## الإرث
وفي ذكرى تأسيس المملكة الهاشمية الحجازية أُعيد طباعة عدة أعداد من جريدة القبلة ووُزعا مُلحقًا للصحف اليومية الأردنية، بما في ذلك صحيفة جوردان تايمز، في عام 2016.

## طالع أيضًا
- صحيفة أم القرى
- صحيفة الجزيرة
- صحيفة الرياض
- صحيفة عكاظ

## وصلات خارجية
- جريدة القبلة..وثقت لنهضة العرب - صحيفة الرأي.